# گمینا کژشتسه
گمینا کژشتسه (به لهستانی:  Gmina Krzeszyce) یک گمینا در لهستان است که در شهرستان سولنچین واقع شده‌است. گمینا کژشتسه ۱۹۴٫۲۲ کیلومتر مربع مساحت و ۴٬۵۴۷ نفر جمعیت دارد.